# Raminta
Raminta ist ein litauischer weiblicher Vorname, abgeleitet von ramus (dt. „ruhig“). 

## Personen
- Raminta Gamziukaitė-Mažiulienė (* 1939), Literaturwissenschaftlerin, Professorin
- Raminta Popovienė (* 1970), Politikerin, Mitglied des Seimas